# Nicolas Fleury
Pour les articles homonymes, voir Fleury.
Nicolas Fleury, né à Châteaudun vers 1630 et mort après 1704, et un chanteur, théorbiste et compositeur actif à Blois et à Paris dans la seconde moitié du XVIIe siècle.

## Biographie

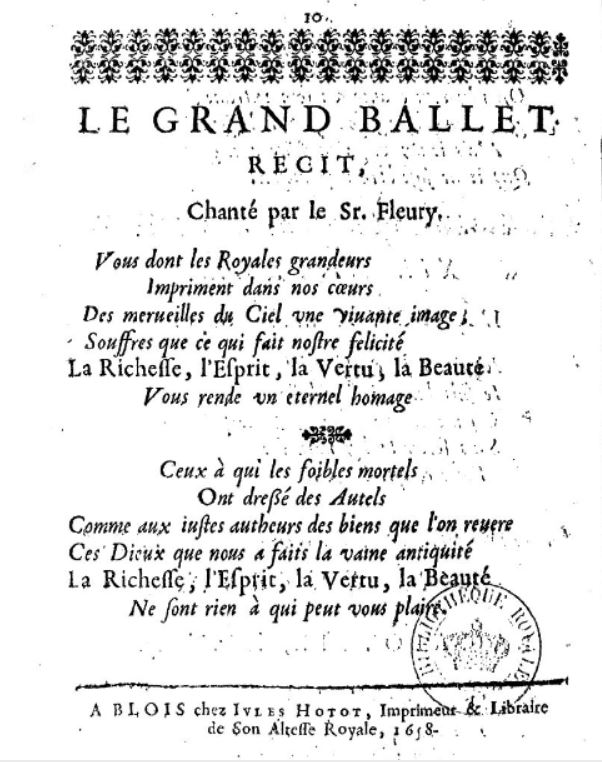
Dernière page de la mascarade de L'Hymen (Blois : Jules Hotot, 1658). Paris BNF.

Il serait né à Châteaudun, si l’on en croit la mention d’une de ses œuvres dans le Mercure galant, en 1679.
La dédicace de sa méthode de théorbe (1660) laisse entendre qu’il a d’abord été au service de Pierre Pérachon, secrétaire du roi, qui l’aurait introduit au service de Gaston, duc d’Orléans. Il entre au service de Gaston en 1657, comme musicien de sa chambre. C’est au sein de cet emploi qu’il chante la 13e entrée et le récit final de L’Hymen (mascarade en treize entrées dansée et chantée à Blois en 1658). Il est signalé sur le rôle de la Maison de Gaston d'Orléans en 1661, aux gages de 600 livres tournois annuels.
En 1663, il se trouve en Angleterre avec Jean de la Volée, Ferdinand de Florence, Elenor Guigaut, Guillaume Sautre et Claude Desgranges, nommé le 23 juillet comme l’un des « King's French Musicians ». Il semble être rentré peu après à Paris puisqu’en 1664 il est mentionné dans l’État de la Maison de Philippe d’Orléans, comme ordinaire de sa musique et aux gages de 600 lt. En 1665 l’État de la France le mentionne comme haute-contre ordinaire du duc d’Orléans.
Le reste de sa carrière est mal identifié.

## Œuvres

### Méthodes

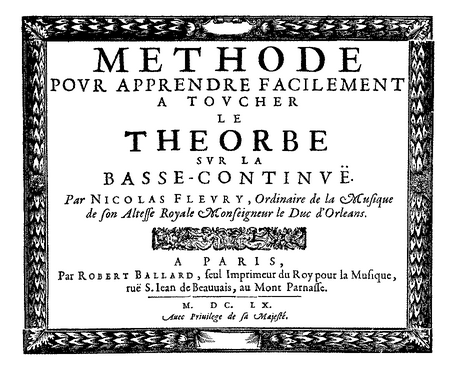
Page de titre de la Méthode de N. Fleury, 1660.

- Méthode pour apprendre facilement à toucher le théorbe sur la basse-continue, par Nicolas Fleury, ordinaire de la musique de son altesse royale Monseigneur le duc d’Orléans. – Paris : Robert III Ballard, 1660. 4° obl. avec tablature. Guillo 2003 n° 1660-F, Lescat 1991 n° 226, RISM B-VI p. 319. Trois exemplaires connus, numérisé sur IMSLP.

Dédicace à Pierre Perachon, marquis de Varambon, comte de Varax, baron de Richemont & de Chastillon de la Palud, seigneur de Saint-Maurice, etc.
La méthode est destinée à des musiciens sachant déjà jouer du théorbe mais qui souhaitent l’employer à la basse-continue, avec des séquences d’accord en tablature ou en notation mesurée, proposées sans que la méthode s’encombre de tout exposé historique ou philosophique. Elle précède deux autres méthodes assez connues : celle d’Angelo Michele Bartolotti (1669) et celle de D. Delair. Fac-similé Minkoff, 1972 et 1996.
- Grande table, pour apprendre à toucher le théorbe sur la basse-continüe. Paris : Christophe Ballard, 1678. Édition gravée, perdue, citée d’après les catalogues de la maison Ballard et son avis de parution dans le Mercure Galant (décembre 1678, p. 106-109).
- Carte qui traite des principes de la musique. – Paris : Christophe Ballard, avant 1697. Édition perdue citée d’après les catalogues de la maison Ballard.
- Carte, ou table abrégée & très-facile pour ceux qui commencent à toucher le théorbe sur la basse-continüe. – Paris : Christophe Ballard, avant 1697. Édition perdue, citée d’après les catalogues et les inventaires de la maison Ballard.

### Œuvres vocales

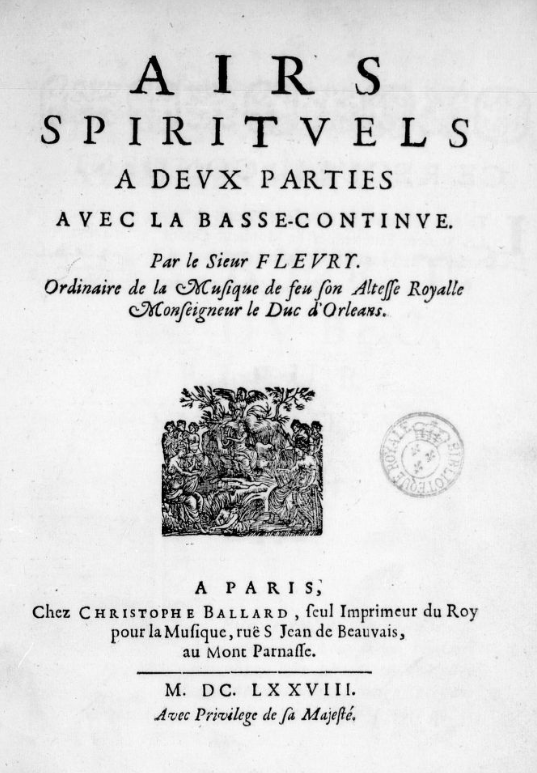
Page de titre des Airs spirituels de N. Fleury, 1678.

- Airs spirituels à deux parties avec la basse continue, par le sieur Fleury, ordinaire de la musique de feu S. A. R. Mgr le duc d’Orléans. – Paris : Christophe Ballard, 1678. 1 vol. 4°. RISM F 1146, Favier 2008 p. 309-311 (avec le dépouillement). Numérisé sur Gallica, dans le recueil de 1699.

Dédicace à Jacques Nicolas Colbert, abbé du Bec-Hellouin, de la Charité, etc., dans laquelle Fleury se flatte d’avoir eu son oreille.
Numérisé sur Gallica. Cette édition est remise deux fois sur le marché dans le 3e tome du Recueil d'airs spirituels (Paris : Christophe Ballard, 1699, puis Jean-Baptiste Christophe Ballard, 1728), en même temps que des recueils d’airs spirituels de Pascal Colasse et de  Claude Oudot. D'après Thierry Favier, ces airs usent de thématiques variées et de styles hétérogènes : certains airs se réclament de l'école de Bertrand de Bacilly, bien française, tandis que d'autres se rapprochent des modèles italiens.
- En 1679, « Fleury de Chateaudun » met en musique un Dialogue de Mars, la Victoire et la Paix, sur les paroles du guitariste Médard[7]. La musique en est perdue.
- Air Depuis que de ces lieux à 1 voix et basse continue, dans le XVIII. recueil de chansonnettes de différents autheurs à deux et trois parties (Paris : Christophe Ballard, 1692). RISM 16923.
- Air Qu'on est content à 1 voix, dans Recueil d'airs sérieux et à boire de différents auteurs, pour l'année 1704. (Paris : Christophe Ballard, 1704). RISM B-II p. 312.

La musique vocale de Fleury reprend les formes habituelles de l’époque : airs sérieux, airs à boire ou airs spirituels. Ce compositeur attache un soin particulier à l’expressivité, pour bien refléter les qualités dramatiques de ses textes (chromatismes, basses mouvementées, changements de rythme, etc.).

## Sources
- Eleanor Boswell, The Restoration Court Stage (1660–1702) (London, 1960).
- Albert Cohen, « Fleury, Nicolas », Grove’s dictionary of music, online edition (consulté en novembre 2016).
- Thierry Favier, Le Chant des muses chrétiennes : cantiques spirituels et dévotion en France (1685 1715). Paris : Société française de musicologie, 2008.
- Laurent Guillo, Pierre I Ballard et Robert III Ballard : imprimeurs du roy pour la musique (1599–1673). Liège : Mardaga et Versailles : CMBV, 2003. 2 vol.  (ISBN 2-87009-810-3).
- Philippe Lescat, Méthodes et traités musicaux en France, 1660-1800. Paris : Institut de pédagogie musicale et chorégraphique, 1991.
- Catherine Massip. « Le mécénat musical de Gaston d'Orléans », L'âge d'or du mécénat (1598–1661), ed. R. Mousnier and J. Mesnard (Paris, 1985), p. 383–391.
- Henri Quittard. « Le théorbe comme instrument d'accompagnement », Bulletin de la Société internationale de Musicologie 6 (1910), p. 231–237.